# Aulacocyclus andrewsi
Aulacocyclus andrewsi is een keversoort uit de familie Passalidae. De wetenschappelijke naam van de soort is voor het eerst geldig gepubliceerd in 1914 door Frederic Henry Gravely als Aulacocyclus andrewesi.
Hij beschreef de soort aan de hand van een enkel specimen afkomstig uit de Anaimalai-bergketen in Zuid-India, verzameld door H. L. Andrewes.